# Зевота

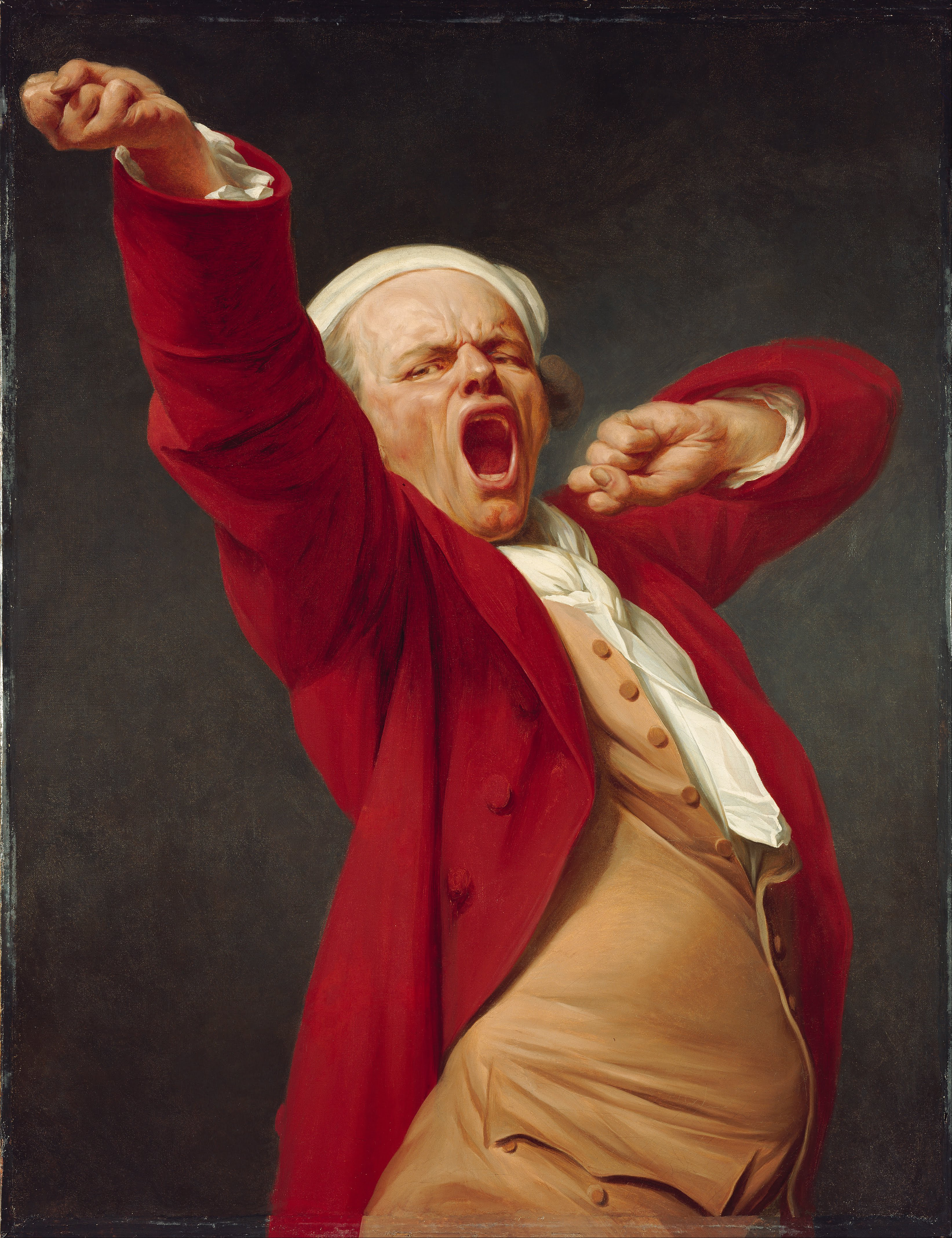
Жозеф Дюкрё пандикулирует (одновременно зевает и потягивается); автопортрет, ок. 1783 года

Зево́та — рефлекс продолжительностью 4—7 секунд, который характеризуется длительной инспираторной фазой с постепенным открытием рта, за которой следует короткая кульминация с растяжением мышц и быстрая экспираторная фаза с расслаблением мышц. У рыб и птиц зевота описывается как постепенное открытие рта, который остается открытым не менее 3 секунд, а затем быстрое закрытие рта. Почти все позвоночные животные, включая млекопитающих, птиц, рептилий, амфибий и даже рыб, испытывают зевоту.
Зевота (осцитация) чаще всего возникает у взрослых людей непосредственно перед и после сна, во время утомительной деятельности и в результате её же заразительного свойства. Она обычно ассоциируется с усталостью, стрессом, сонливостью, скукой или даже голодом. У людей зевота часто вызывается восприятием того, что зевают другие (например, когда видишь зевающего человека или разговариваешь с кем-то по телефону, кто зевает). Это типичный пример положительной обратной связи. Такая «заразная» зевота также наблюдалась у шимпанзе, собак, кошек, птиц и рептилий и может возникать между представителями разных видов. Учёными было предложено около двадцати психологических причин зевоты, но согласия по поводу первичности какой-либо из них практически нет.
Во время зевка мышцы вокруг дыхательных путей полностью растягиваются, включая жевательные и глотательные мышцы. Благодаря этим сильным движениям мышц дыхательные пути (легкие и горло) расширяются в три-четыре раза больше своего первоначального размера. Зевота иногда сопровождается у людей и других животных инстинктивным актом растягивания нескольких частей тела, включая руки, шею, плечи и спину.

## Причины

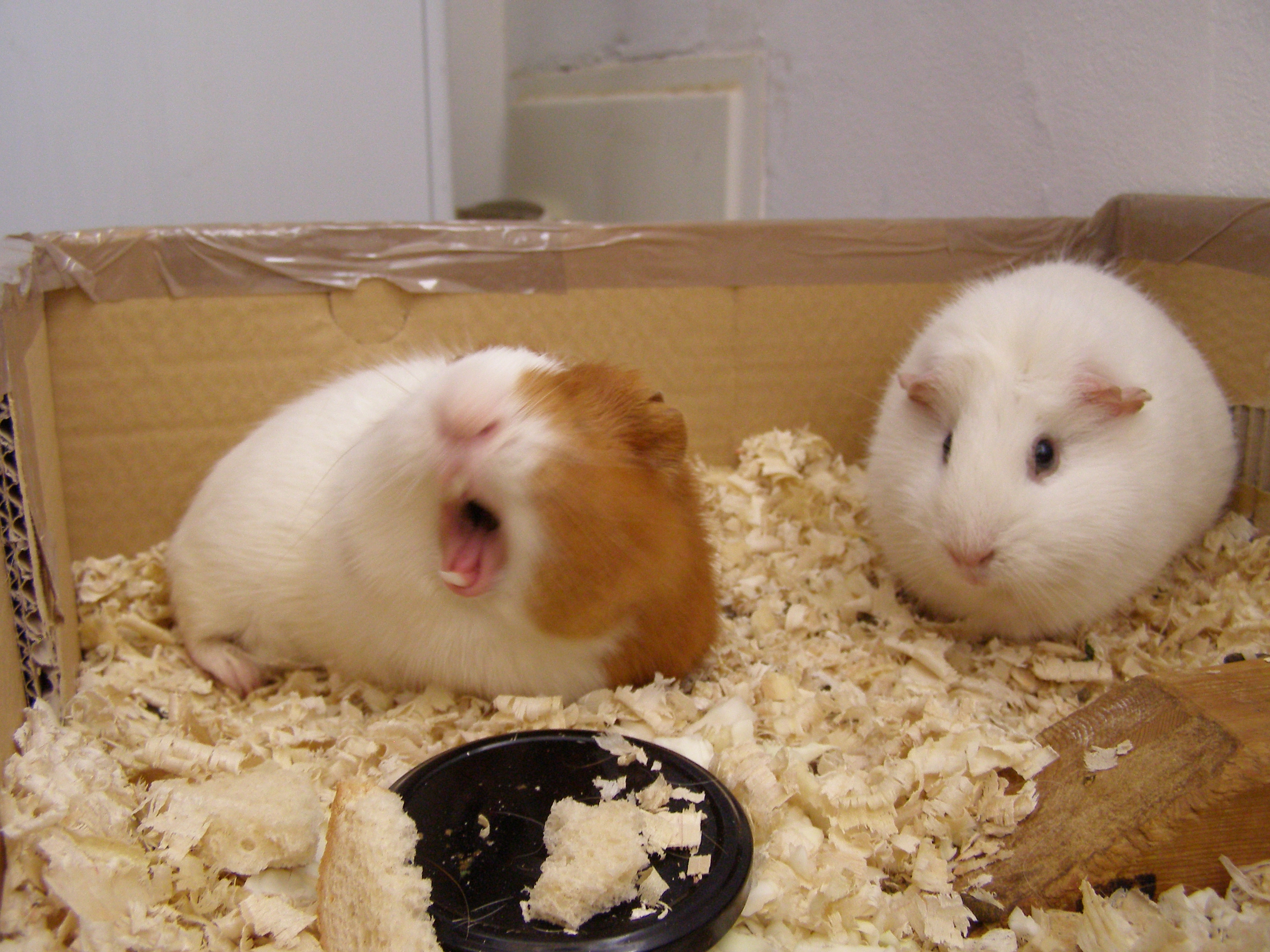
Зевающая морская свинка

Существует ряд теорий, которые пытаются объяснить, почему люди и другие животные зевают.

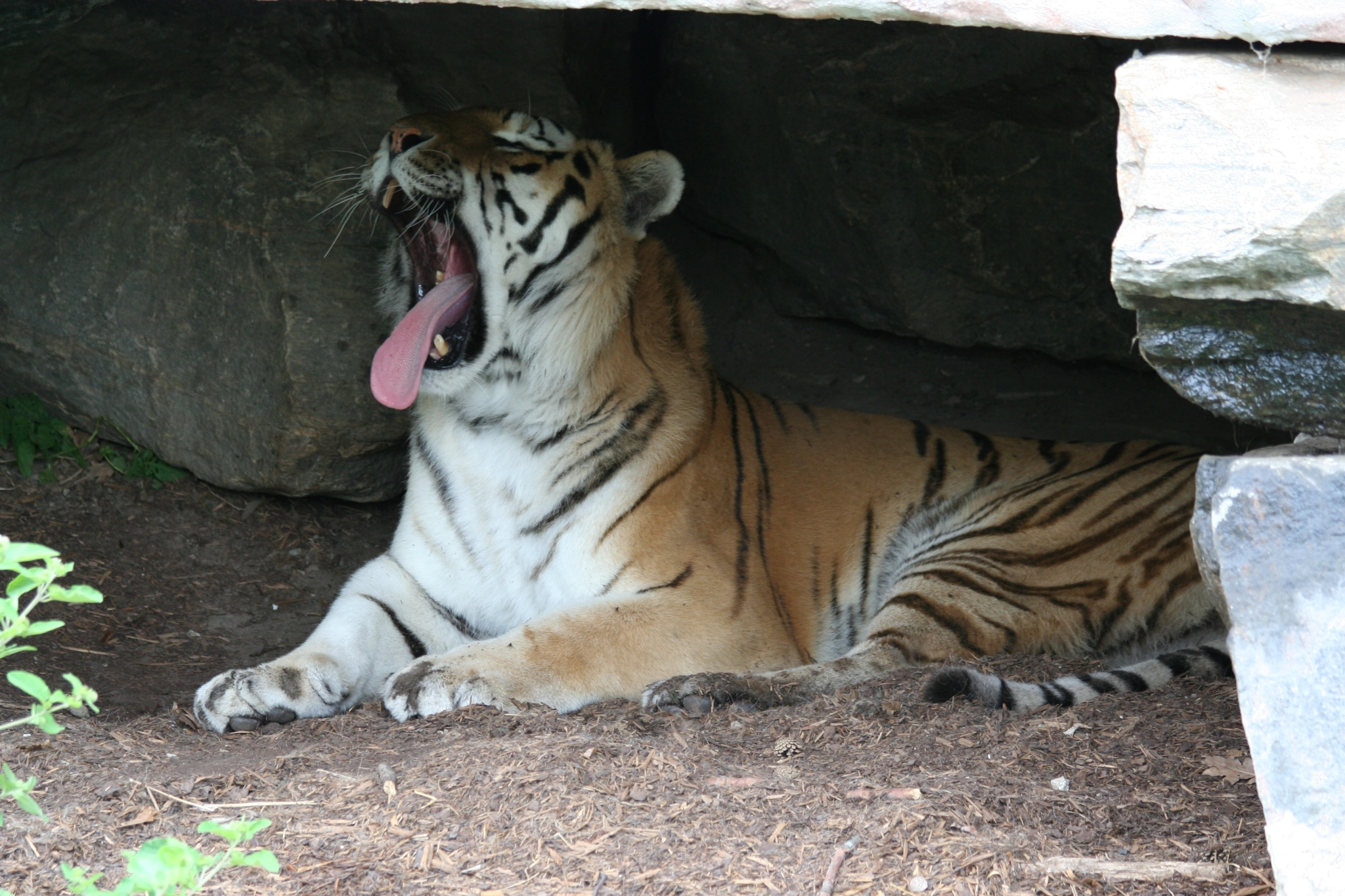
Зевающий уссурийский тигр

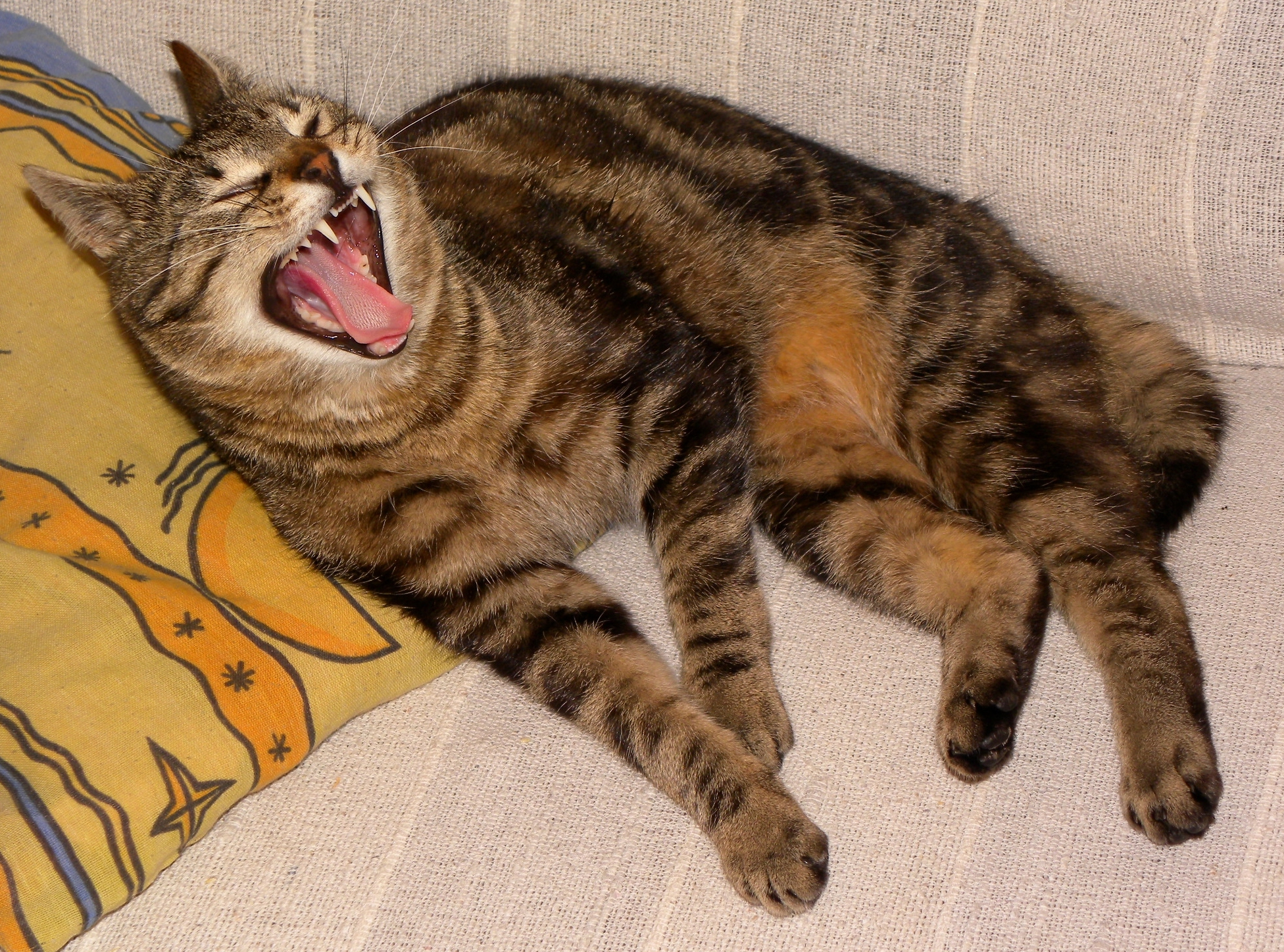
Зевающая кошка

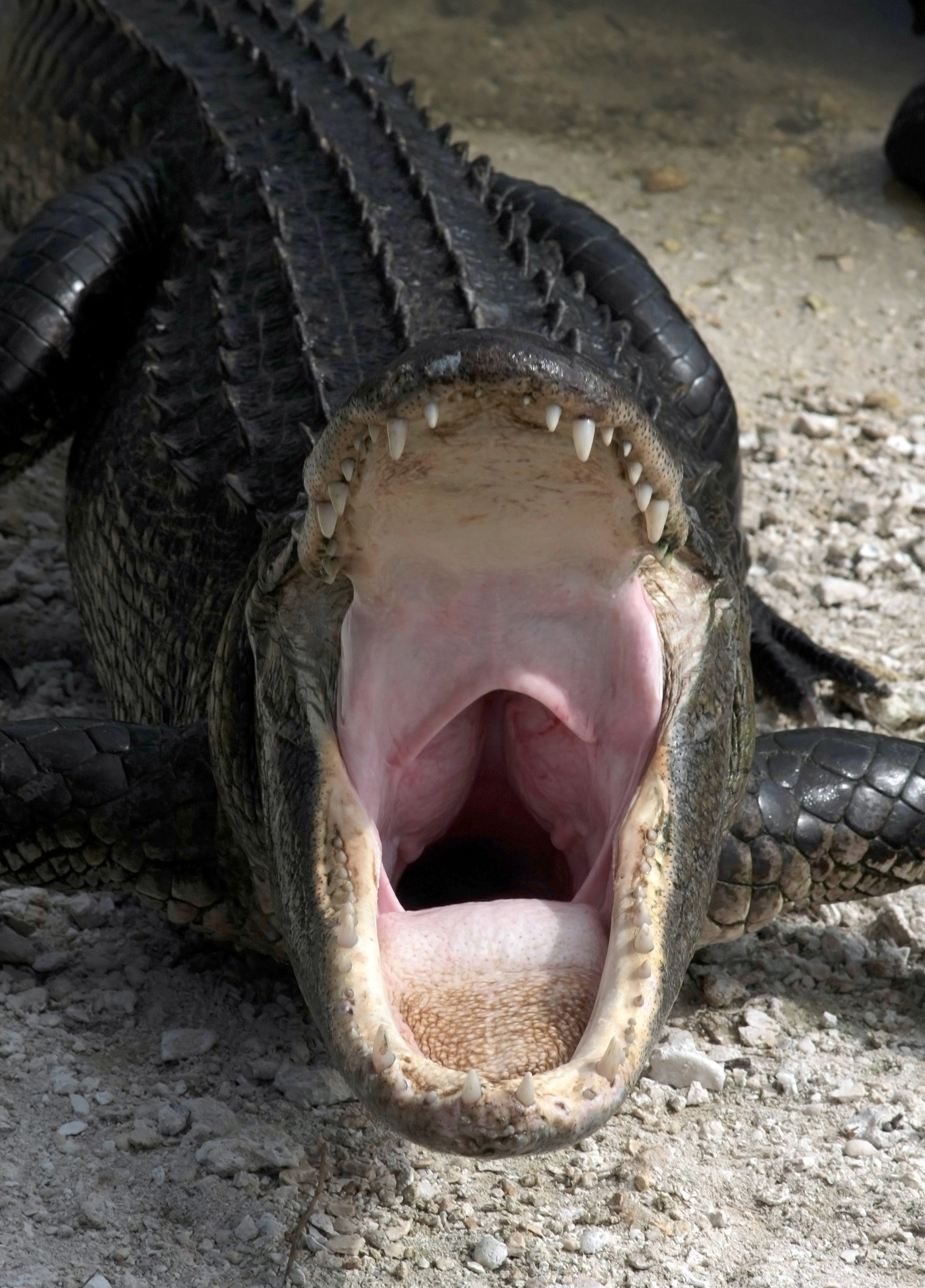
Зевающий американский аллигатор

В одном из исследований утверждается, что зевота возникает, когда в крови человека содержится повышенное количество углекислого газа, и поэтому он нуждается в притоке кислорода (или оттоке углекислого газа), который может обеспечить зевок. Зевота может уменьшить потребление кислорода по сравнению с обычным дыханием, однако частота зевоты не уменьшается, если обеспечить больше кислорода или уменьшить содержание углекислого газа в воздухе.
Животные, подверженные хищничеству, должны быть готовы к физическому напряжению в любой момент. По крайней мере, одно исследование предполагает, что зевота, особенно психологическая «заразная» зевота, могла развиться как способ поддержания бдительности группы животных. Если животное испытывает сонливость или скуку, оно будет менее бдительным, чем в бодрствующем состоянии, и менее готовым к активным действиям. «Заразная» зевота может быть инстинктивным сигналом между членами группы, чтобы оставаться начеку.
Согласно другой версии, зевота — это способ организма контролировать температуру мозга. Мозг млекопитающих лучше всего работает в узком температурном диапазоне. В двух экспериментах испытуемые с холодными пакетами, приложенными ко лбу, и испытуемые, которых просили дышать строго назально, демонстрировали уменьшенную заразительную зевоту при просмотре видеороликов с зевающими людьми. Аналогичная гипотеза предполагает, что зевота используется для регуляции температуры тела. Аналогичным образом, Гуттманн и Допарт (2011) обнаружили, что когда человек в берушах зевает, воздух, движущийся между его ухом и окружающей средой, вызывает дуновение у головы. Гуттманн и Допарт определили, что зевок вызывает одну из трех возможных ситуаций: мозг охлаждается из-за притока или оттока кислорода; давление в мозге снижается из-за оттока кислорода; или давление в мозге повышается из-за притока воздуха, вызванного увеличением черепного пространства.
При зевании также расправляются и раскрываются каналы носоглотки: как каналы, ведущие в Гайморовы пазухи, так и Евстахиевы трубы, ведущие к среднему уху. Это помогает, в частности, сбросить заложенность ушей — разницу давлений, вызывающую неприятные ощущения в районе барабанной перепонки и возникающую, например при взлёте и посадке в самолёте.
До сих пор ни одна из гипотез относительно причин, вызывающих зевоту, не доказана окончательно.
Зевота является индикатором определения состояний усталости и сонливости. Зевота влияет на параметры глазных эллипсов, эллипса рта. При зевоте рот открывается шире, его высота увеличивается, а глаза стремятся закрыться.

## В искусстве
Во французском памятнике городской литературы «Романе о Лисе», написанном на рубеже XII и XIII веков, зевота интерпретируется как проявление чувства голода.